# Sukajaya (Buay Rawan)
Sukajaya is een bestuurslaag in het regentschap Ogan Komering Ulu Selatan van de provincie Zuid-Sumatra, Indonesië. Sukajaya telt 2571 inwoners (volkstelling 2010).